# Educazione della Vergine (Velázquez)
L'Educazione della Vergine è un dipinto a olio su tela attribuito a Diego Velázquez realizzato circa nel 1617-1618 e conservato nel Yale University Art Gallery di New Haven negli Stati Uniti d'America.

## Storia
La tela fa parte dei lavori di studio di Diego Velázquez quando trascorse il suo ultimo anno come apprendista nello studio di Francisco Pacheco. Il dipinto ci mostra chiaramente i temi che furono insegnati da Pacheco, uomo di grande prestigio nel clero, e molto influente nei circoli letterari sivigliani che riunivano la nobiltà locale.
Un altro apprendista studiava poi con Pacheco, Alonso Cano, entrato nel 1616. Anche lui è autore di un'Educazione della Vergine (1650).
La tela era molto danneggiata, bruciata e vittima di restauri selvaggi. Lo ha fatto conoscere nel mondo il curatore e storico John Marciari dalla rivista specializzata Ars magazine, prima di subire dieci anni di restauro all'inizio del XXI secolo.

### Attribuzione
La tela era stata a lungo dimenticata nelle riserve del museo di Yale, prima di essere aggiornata da John Marciari nel 2004. Fu poi attribuita ad una persona anonima. Giovanni Marciari studiò l'opera per cinque anni prima di proporre questa nuova attribuzione. Questo è stato dibattuto, in particolare a causa delle cattive condizioni del tessuto. Un collegio di 29 esperti riuniti a Siviglia nel 2015 ha concluso la sua autenticità, rendendo quest'opera il primo dipinto da Velázquez che sia pervenuto a noi.
Alcuni storici rifiutano questa attribuzione, come Javier Portús e Jonathan Brown. Quest'ultimo considera la tela come «uno dei tanti pasticci realizzati a Siviglia da pittori locali, che cercano di sfruttare la moda artistica di Roelas e le novità di Velázquez. È una testimonianza della fama del giovane pittore, ma non del suo talento».

## Descrizione
La tela raffigura il tema artistico dell'educazione di Maria; sono presenti quattro figure e un cane, nei colori tenebristi tipici del periodo sivigliano del pittore. Al centro, in rosso, c'è una bambina, Maria. È in piedi circondata a destra da un uomo anziano – probabilmente suo padre Gioacchino, e a sinistra da sua madre, Anna, anche lei dai lineamenti marcati. I due adulti sono seduti.
La madre Anna tiene in grembo il libro delle Scritture e guarda in lontananza a destra. Indica una riga del libro con il dito indice. Sua figlia indica un altro punto del libro. Anna è vestita con un indumento blu, una sciarpa bianca e una coperta gialla le copre il fianco sinistro.
Gioacchino, proteso in avanti di profilo, guarda la moglie e la figlia. Vestito di colori scuri, i suoi capelli grigi e la sua barba risaltano dall'atmosfera tenebrista. Nella scena tutti i protagonisti hanno la bocca chiusa.
In primo piano a destra della scena c'è un comodino il quale ha il cassetto aperto, che mostra delle carte. Sul tavolo c'è una ciotolino in un piatto, insieme a ornamenti bianchi. Davanti al tavolo ci sono un cane che dorme e un gatto che sonnecchia. Sopra la scena c'è un angelo la cui testa è stata mozzata. Mancano infatti 25 cm di tela nella parte superiore.